# Dussia cuscatlanica
Dussia cuscatlanica là một loài thực vật có hoa trong họ Đậu. Loài này được (Standl.) Standl. & Steyerm. miêu tả khoa học đầu tiên.